# Солдатовский сельский округ
Солдатовский сельский округ (каз. Солдатов ауылдық округі) — административно-территориальное образование в Улькен Нарынском районе Восточно-Казахстанской области.
Административный центр сельского округа находится в с. Солдатово.

## Населённые пункты
- с. Солдатово